# Partecipanti alla Vuelta a Burgos 2025
Elenco dei partecipanti alla Vuelta a Burgos 2025.
La Vuelta a Burgos 2025 è stata la quarantasettesima edizione della corsa. Alla competizione presero parte 19 squadre: 10 con licenza UCI World Tour 2025, 8 UCI ProTeam e 1 UCI Continental Team.
Partenza con 132 ciclisti accreditati.

## Corridori per squadra
Nota: R ritirato, NP non partito, FT fuori tempo, SQ squalificato
| UAE Team Emirates XRG        | UAE Team Emirates XRG      | UAE Team Emirates XRG      | Red Bull-Bora-Hansgrohe | Red Bull-Bora-Hansgrohe | Red Bull-Bora-Hansgrohe | Ineos Grenadiers       | Ineos Grenadiers       | Ineos Grenadiers       |
| ---------------------------- | -------------------------- | -------------------------- | ----------------------- | ----------------------- | ----------------------- | ---------------------- | ---------------------- | ---------------------- |
| N°                           | Ciclista                   | Clas.                      | N°                      | Ciclista                | Clas.                   | N°                     | Ciclista               | Clas.                  |
| 1                            | Isaac Del Toro             | 1°                         | 11                      | Roger Adrià             | 50°                     | 21                     | Egan Bernal            | 6°                     |
| 2                            | Alessandro Covi            | 115°                       | 12                      | Giovanni Aleotti        | 8°                      | 22                     | Andrew August          | 16°                    |
| 3                            | Igor Arrieta               | 46°                        | 13                      | Nico Denz               | 90°                     | 23                     | Jonathan Castroviejo   | 93°                    |
| 4                            | Marcos Freire              | R 5ª                       | 14                      | Giulio Pellizzari       | 4°                      | 24                     | Omar Fraile            | R 5ª                   |
| 5                            | Sebastián Molano           | R 5ª                       | 15                      | Emil Herzog             | 111°                    | 25                     | Peter Øxenberg         | 54°                    |
| 6                            | Domen Novak                | 104°                       | 16                      | Jai Hindley             | 25°                     | 26                     | Brandon Rivera         | 26°                    |
| 7                            | Rui Oliveira               | 77°                        | 17                      | Ben Zwiehoff            | 68°                     | 27                     | Óscar Rodríguez        | 57°                    |
| Movistar Team                | Movistar Team              | Movistar Team              | Bahrain Victorious      | Bahrain Victorious      | Bahrain Victorious      | EF Education-EasyPost  | EF Education-EasyPost  | EF Education-EasyPost  |
| N°                           | Ciclista                   | Clas.                      | N°                      | Ciclista                | Clas.                   | N°                     | Ciclista               | Clas.                  |
| 31                           | Nairo Quintana             | NP4ª                       | 41                      | Damiano Caruso          | 45°                     | 51                     | Esteban Chaves         | 21°                    |
| 32                           | Jon Barrenetxea            | 73°                        | 42                      | Afonso Eulálio          | 28°                     | 52                     | James Shaw             | 61°                    |
| 33                           | Jefferson Cepeda           | 31°                        | 43                      | Rainer Kepplinger       | 78°                     | 53                     | Alexander Cepeda       | 32°                    |
| 35                           | Antonio Pedrero            | 11°                        | 44                      | Mathijs Paasschens      | 70°                     | 54                     | Archie Ryan            | 17°                    |
| 36                           | Diego Pescador             | 15°                        | 45                      | Finlay Pickering        | 23°                     | 55                     | Rui Costa              | 86°                    |
| 37                           | Javier Romo                | 51°                        | 46                      | Torstein Træen          | 7°                      | 56                     | Samuele Battistella    | 83°                    |
|                              |                            |                            | 47                      | Max van der Meulen      | R 5ª                    | 57                     | Lukas Nerurkar         | 60°                    |
| Lidl-Trek                    | Lidl-Trek                  | Lidl-Trek                  | XDS Astana Team         | XDS Astana Team         | XDS Astana Team         | Soudal Quick-Step      | Soudal Quick-Step      | Soudal Quick-Step      |
| N°                           | Ciclista                   | Clas.                      | N°                      | Ciclista                | Clas.                   | N°                     | Ciclista               | Clas.                  |
| 61                           | Giulio Ciccone             | 5°                         | 71                      | Lorenzo Fortunato       | 2°                      | 81                     | Mikel Landa            | 18°                    |
| 62                           | Julien Bernard             | 29°                        | 72                      | Nicola Conci            | 49°                     | 82                     | Gianmarco Garofoli     | 42°                    |
| 63                           | A. Gebreigzabhier          | 72°                        | 73                      | Harold Martín López     | 38°                     | 83                     | Pieter Serry           | 87°                    |
| 64                           | Tim Declercq               | 106°                       | 74                      | Matteo Malucelli        | 103°                    | 84                     | Antoine Huby           | 22°                    |
| 65                           | Héctor Álvarez             | 67°                        | 75                      | Wout Poels              | 47°                     | 85                     | Luke Lamperti          | 89°                    |
| 66                           | Juan Pedro López           | 88°                        | 76                      | Darren van Bekkum       | R 5ª                    | 86                     | Louis Vervaeke         | 71°                    |
| 67                           | Carlos Verona              | 56°                        | 77                      | Gleb Syrica             | 95°                     | 87                     | James Knox             | R 5ª                   |
| Decathlon AG2R La Mondiale   | Decathlon AG2R La Mondiale | Decathlon AG2R La Mondiale | Burgos-Burpellet-BH     | Burgos-Burpellet-BH     | Burgos-Burpellet-BH     | Uno-X Mobility         | Uno-X Mobility         | Uno-X Mobility         |
| N°                           | Ciclista                   | Clas.                      | N°                      | Ciclista                | Clas.                   | N°                     | Ciclista               | Clas.                  |
| 91                           | Léo Bisiaux                | 3°                         | 101                     | Mario Aparicio          | 12°                     | 111                    | Erlend Blikra          | 113°                   |
| 92                           | Dries De Bondt             | 102°                       | 102                     | Carlos García Pierna    | 36°                     | 112                    | Johannes Kulset        | 9°                     |
| 93                           | Sander De Pestel           | 35°                        | 103                     | Ander Okamika           | 66°                     | 113                    | Magnus Kulset          | 91°                    |
| 94                           | Pierre Gautherat           | 109°                       | 104                     | José Manuel Díaz        | R 5ª                    | 114                    | Jonas Hvideberg        | NP4ª                   |
| 95                           | Jordan Labrosse            | 37°                        | 105                     | Eric Fagúndez           | 39°                     | 115                    | Andreas Kron           | R 5ª                   |
| 96                           | Gianluca Pollefliet        | R 5ª                       | 106                     | Sergio Chumil           | 44°                     | 116                    | Anders Skaarseth       | 59°                    |
| 97                           | Nans Peters                | 62°                        | 107                     | Daniel Cavia            | 79°                     | 117                    | Simon Dalby            | 52°                    |
| Q36.5 Pro Cycling Team       | Q36.5 Pro Cycling Team     | Q36.5 Pro Cycling Team     | Tudor Pro Cycling Team  | Tudor Pro Cycling Team  | Tudor Pro Cycling Team  | Caja Rural-Seguros RGA | Caja Rural-Seguros RGA | Caja Rural-Seguros RGA |
| N°                           | Ciclista                   | Clas.                      | N°                      | Ciclista                | Clas.                   | N°                     | Ciclista               | Clas.                  |
| 121                          | Xabier Azparren            | 97°                        | 131                     | Lucas Eriksson          | R 5ª                    | 141                    | Samuel Fernández       | 65°                    |
| 122                          | Fabio Christen             | 19°                        | 132                     | Robin Froidevaux        | 107°                    | 142                    | Sebastian Berwick      | 30°                    |
| 123                          | David Gonzalez             | 69°                        | 133                     | Miká Heming             | 74°                     | 143                    | Daniel Babor           | R 4ª                   |
| 124                          | Damien Howson              | 24°                        | 134                     | Mathys Rondel           | 14°                     | 144                    | Sergi Darder           | 101°                   |
| 125                          | Matteo Moschetti           | R 5ª                       | 135                     | Roland Thalmann         | 84°                     | 145                    | Abner González         | 75°                    |
| 126                          | Nicolò Parisini            | 98°                        | 136                     | Lawrence Warbasse       | 48°                     | 146                    | Javier Ibanez          | 94°                    |
| 127                          | Nickolas Zukowsky          | 53°                        | 137                     | Fabian Weiss            | 64°                     | 147                    | Gorka Sorarrain        | 55°                    |
| Equipo Kern Pharma           | Equipo Kern Pharma         | Equipo Kern Pharma         | Euskaltel-Euskadi       | Euskaltel-Euskadi       | Euskaltel-Euskadi       | Team Polti VisitMalta  | Team Polti VisitMalta  | Team Polti VisitMalta  |
| N°                           | Ciclista                   | Clas.                      | N°                      | Ciclista                | Clas.                   | N°                     | Ciclista               | Clas.                  |
| 151                          | Urko Berrade               | 10°                        | 161                     | Mikel Bizkarra          | 76°                     | 171                    | Davide Piganzoli       | 20°                    |
| 152                          | Marc Brustenga             | 99°                        | 162                     | Jordi López             | 92°                     | 172                    | Samuele Zoccarato      | 62°                    |
| 153                          | Iván Cobo                  | 40°                        | 163                     | Jon Agirre              | 41°                     | 173                    | Germán Darío Gómez     | 34°                    |
| 154                          | Hugo Aznar                 | 100°                       | 164                     | Iker Mintegi            | 108°                    | 174                    | Álex Martín            | 33°                    |
| 155                          | Jorge Gutiérrez            | 63°                        | 165                     | Gotzon Martín           | 43°                     | 175                    | Andrea Pietrobon       | 114°                   |
| 156                          | José Félix Parra           | 13°                        | 166                     | Txomin Juaristi         | 27°                     | 176                    | Giovanni Lonardi       | 112°                   |
| 157                          | Ibon Ruiz                  | 105°                       | 167                     | Jokin Murguialday       | 80°                     | 177                    | Fernando Tercero       | 58°                    |
| Illes Balears Arabay Cycling |                            |                            |                         |                         |                         |                        |                        |                        |
| N°                           | Ciclista                   | Clas.                      |                         |                         |                         |                        |                        |                        |
| 181                          | José María García          | R 5ª                       |                         |                         |                         |                        |                        |                        |
| 182                          | Joan Gamundi               | 96°                        |                         |                         |                         |                        |                        |                        |
| 183                          | Asier Pablo Gonzalez       | 81°                        |                         |                         |                         |                        |                        |                        |
| 184                          | Pau Llaneras               | R 5ª                       |                         |                         |                         |                        |                        |                        |
| 185                          | José Marín Aragon          | R 1ª                       |                         |                         |                         |                        |                        |                        |
| 186                          | Joan Albert Riera          | 110°                       |                         |                         |                         |                        |                        |                        |
| 187                          | Mario Silva                | 85°                        |                         |                         |                         |                        |                        |                        |